# Álbum das Glórias
Álbum das Glórias é o título de uma colecção de folhas volantes publicadas em duas séries (1880–1883 e 1902), com caricaturas de políticos, intelectuais, artistas, jornalistas e outras figuras públicas portuguesas da época. As ilustrações, da autoria de Rafael Bordalo Pinheiro, são acompanhadas de textos satíricos traçando o perfil dos caricaturados, assinados, na sua maioria, por "João Rialto" (pseudónimo de Guilherme de Azevedo) e "João Ribaixo" (pseudónimo de Ramalho Ortigão).
O Álbum das Glórias é uma das obras mais estimadas da bibliografia de Rafael Bordalo Pinheiro.

## Galeria
- Anselmo José Braamcamp
- Fontes Pereira de Melo
- Actor Taborda
- Maria Rattazzi
- Pedro II do Brasil
- Ramalho Ortigão
- Luís de Camões
- António José de Ávila
- Eça de Queirós
- Eduardo Coelho
- João Anastácio Rosa
- Fernando II de Portugal
- Luís I de Portugal
- Guilherme de Azevedo
- Carlos Zeferino Pinto Coelho
- Luís Augusto de Almeida Macedo
- Mariano de Carvalho
- António Gomes Leal
- António Maria Barreiros Arrobas
- Oliveira Martins
- António Rodrigues Sampaio
- António Alves Martins
- Joaquim Saldanha Marinho
- Camilo Castelo Branco
- Infante D. Augusto
- Henrique Burnay
- Carta Constitucional de 1826
- Manuel de Arriaga
- Júlio César Machado
- Lopes Trovão
- Julián Gayarre
- Zé Povinho
- Guimarães Júnior
- Universidade de Coimbra
- José Gregório da Rosa Araújo
- Lucinda Simões
- Ernesto Hintze Ribeiro
- José Luciano de Castro
- Bulhão Pato